# Casimir Ier le Restaurateur
Pour les articles homonymes, voir Casimir Ier.
Casimir Ier le Restaurateur (Kazimierz I Odnowiciel), également surnommé le Rénovateur ou le Pacifique, né le 26 juillet 1016 et mort le 28 novembre 1058, est un prince de la maison Piast, fils du roi Mieszko II de Pologne et de Richezza de Lorraine. Il est duc de Pologne de 1034 à sa mort.

## Biographie
La vie de Casimir est peu connue et les faits recueillis sont contradictoires. Fils du roi Mieszko II de Pologne et de son épouse Richezza (Rycheza), une nièce de l'empereur Otton III, il doit fuir le pays avec sa mère et se réfugier dans le Saint-Empire à la fin du règne catastrophique de son père.

### L'anarchie
Lorsque Casimir et Richezza se rendent à la cour du futur archevêque Hermann de Cologne, la mort de Mieszko II, le 10 mai 1034, marque le début d’une vacance du pouvoir et d’une longue période anarchique. On assiste à un retour du paganisme en Poméranie, en Grande-Pologne et en Silésie. C’est la chasse au clergé, aux étrangers, aux alliés des Piasts et à tous les défenseurs d’un pouvoir centralisé. 
Boleslas (?), le fils aîné de Mieszko II, aurait essayé d’éliminer les ennemis et d’unifier le pays, avant d'être assassiné, vers 1037.
Casimir Ier, fils de Mieszko II et frère de Boleslas (?), tente de prendre le pouvoir, mais il en est empêché par Miecław, l’ancien échanson de Mieszko II, qui s’est proclamé duc de Mazovie. Casimir se réfugie dans le Saint-Empire. C’est le chaos complet en Pologne où il n’y a plus d’autorité centrale, une grande rébellion païenne et une révolte antiféodale.
En 1038, les Tchèques du prince Bretislav Ier de Bohême attaquent la Pologne. Ils envahissent la Silésie, détruisent Poznań et Gniezno en 1039, dérobent les reliques de Saint Adalbert de Prague, le patron de la Pologne.

### La reconquête

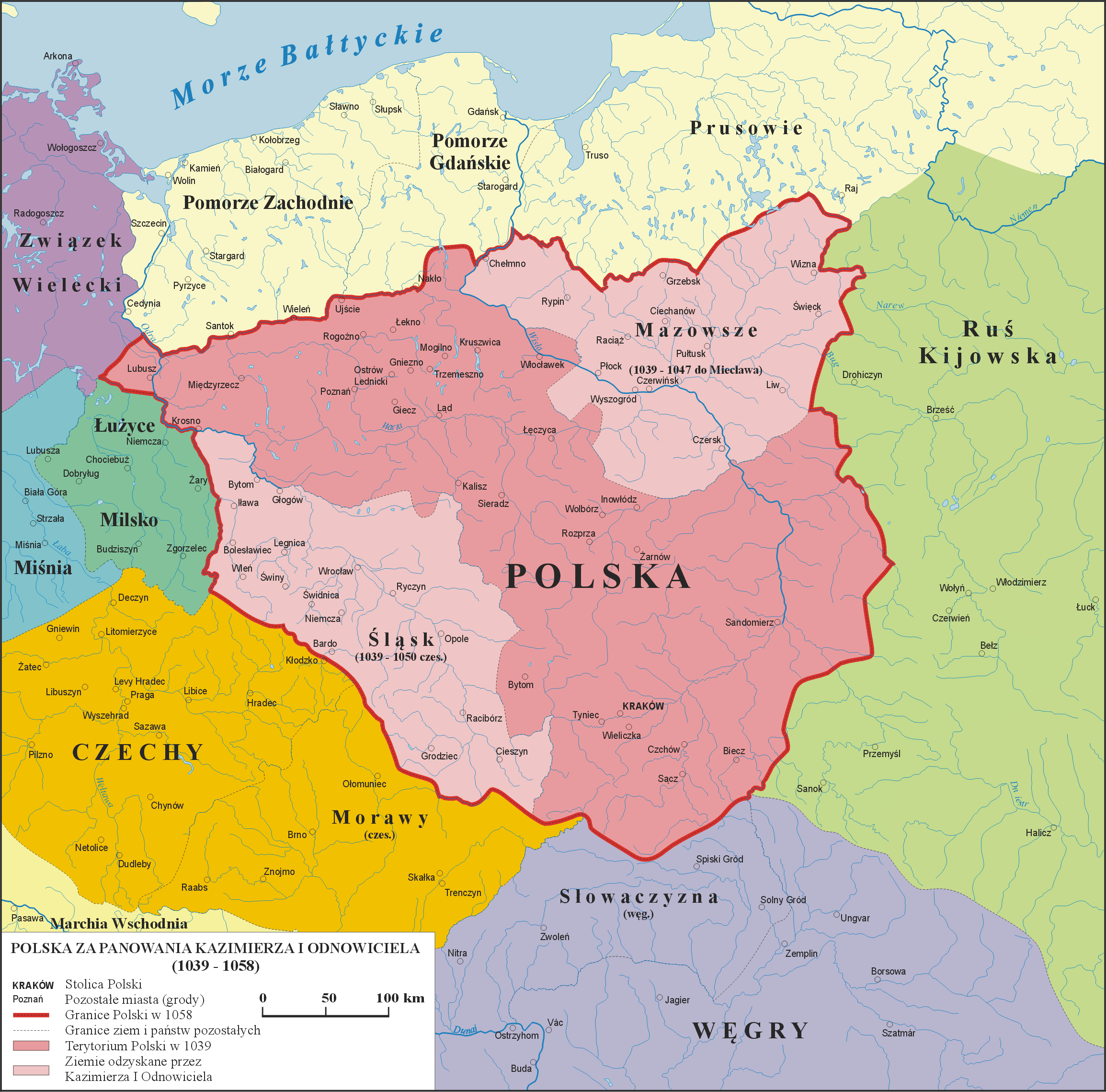
La Pologne de 1039 à 1058, pendant le règne de Casimir Ier.

En 1039, Casimir recherche de l’aide dans le Saint-Empire et auprès de ses attaches familiales. Henri III du Saint-Empire (monté sur le trône le 4 juin 1039), le fils de Conrad II du Saint-Empire, lui offre son aide. Casimir réussit à mettre sur pied une petite armée et à reconquérir une grande partie de la Pologne (Grande-Pologne et Petite-Pologne). Il s’allie avec Iaroslav le Sage, grand-prince de Kiev pour se protéger d’une attaque sur la frontière orientale. La Grande-Pologne et ses vieilles villes (Poznań et Gniezno) est en ruines. Casimir Ier s’installe à Cracovie, qui devient la capitale de la Pologne en 1040, à la place de Gniezno. Casimir entame une longue guerre de reconquête de la Mazovie et de la Poméranie, régions soutenues par la Bohême.
En 1041, un accord est conclu à Ratisbonne par lequel la Bohême renonce à ses conquêtes polonaises à l’exception de la Silésie.
Ses sujets s’étant révoltés, Casimir passe en France et se fait diacre dans l’ordre de Cluny, en 1042 ; mais les Polonais, en proie depuis son départ aux dissensions intestines, souhaitent que leur Duc soit restauré et puisse se marier. Une délégation polonaise est alors reçue à Cluny, mais elle se heurte à un refus : Odilon, abbé de Cluny, soutient en effet le jeune moine dans son exil, d'autant qu'il a prononcé ses vœux définitifs. La délégation se rend alors à Rome et obtient du pape Benoît IX la rupture de ces vœux. Ce qu'il fait en épousant Maria Dobronega de Kiev, fille de Vladimir de Kiev et, donc, sœur de Iaroslav le Sage de Kiev.
En 1043, Gertrude, la sœur de Casimir, épouse Iziaslav de Kiev, fils de Iaroslav le Sage, afin de renforcer, par ce double mariage, l’alliance entre la Russie kiévienne et la Pologne, pour se mettre à l’abri pendant la reconquête de la Poméranie et de la Mazovie.
En juin 1046, à Mersebourg, Casimir Ier, Břetislav Ier de Bohême et Siemomysł de Poméranie se présentent devant l’Empereur Henri III du Saint Empire Romain Germanique, afin qu’il arbitre leurs différends. La même année, Casimir conclut un traité d’amitié avec la Hongrie. Il nomme aussi Aaron à la tête de l’évêché de Cracovie. Celui-ci le seconde dans la reconstruction du pays.
En 1047, la Mazovie est reprise grâce à l’aide de la Rus' de Kiev, les renforts poméraniens arrivant trop tard. Miecław est tué dans la bataille. Casimir Ier le Rénovateur consolide son pouvoir et reprend également la Poméranie orientale. En 1050, l'Empereur Henri III étant aux prises avec des rivalités internes et avec des incursions hongroises, Casimir Ier attaque les Tchèques par surprise et reprend la Silésie. Břetislav Ier fait appel à Henri III, qui menace, mais qui est trop affaibli par la maladie pour monter une campagne militaire. En novembre 1050, Casimir Ier se présente à Goslar devant l’empereur. Il promet de rendre la Silésie et revient en Pologne ayant obtenu les faveurs de l’empereur.
En 1054, fort de ses liens d’amitiés avec l’empereur, Casimir le Rénovateur revient en Silésie. L'Empereur Henri III du Saint Empire Romain Germanique, toujours aux prises avec ses problèmes internes et avec les raids hongrois, ne peut se permettre une guerre contre la Pologne. Le 22 mai 1054, l'Empereur Henri III décide d’accorder la Silésie à Casimir, mais celui-ci doit, en compensation, payer un tribut annuel aux Tchèques.
Casimir Ier décède le 28 novembre 1058. Ses cendres reposent dans la cathédrale de Poznan. Son fils, Boleslas le Généreux, que d’autres disent le Téméraire, lui succède, ses autres fils devenant des gouverneurs de province avec une très large autonomie.
La politique de reconquête a été menée avec l’aide de la chevalerie, largement dotée en terres pour les services rendus. Une nouvelle force apparait en Pologne, la noblesse, dont le pouvoir royal devra tenir compte dans le futur.

## Mariage et descendance
De son mariage avec Maria Dobroniega de Kiev, Casimir a 5 enfants :
- Boleslas II (v. 1039 - v. 1081), duc (1058-1076), puis roi de Pologne (1076-1079) ;
- Ladislas Ier (v. 1042 - 4 juin 1102), duc de Pologne (1079-1102) ;
- Mieszko (en) (16 avril 1045 - 28 janvier 1065), probable duc de Cujavie (1058-1065) ;
- Othon ;
- Świętosława (v. 1046-1048 - 1er septembre 1126), épouse de Vratislav II de Bohême et à ce titre première reine de Bohême (1062-1092).